# Rotha Lintorn-Orman
Rotha Beryl Lintorn Lintorn-Orman (Kensington, Londres; 7 de febrero de 1895 – Santa Brígida, Islas Canarias; 10 de marzo de 1935) fue la fundadora de los Fascistas británicos, el primer movimiento fascista en la política británica.

## Primeros años
Nacida como Rotha Beryl Lintorn Orman en Kensington, Londres, hija de Charles Edward Orman, un mayor del Regimiento de Essex, y su esposa, Blanch Lintorn. Su abuelo materno fue el mariscal de campo Sir Lintorn Simmons.La familia Orman adoptó el apellido Lintorn-Orman en el año 1912.
Rotha Orman, junto con su amiga Nesta Maude Ashworth, fue una de las pocas chicas que se presentaron en el rally del Crystal Palace en 1909 para ser scouts, lo que llevó a la fundación de las Muchachas Guías. En 1908 se inscribieron como tropa scout, utilizando sus iniciales en lugar de sus nombres. En 1911 se le concedió uno de los primeros Premios Pez de Plata de las Niñas Guías.
Durante la Primera Guerra Mundial, Lintorn-Orman fue miembro del Cuerpo de Emergencia de Mujeres y del Cuerpo Hospitalario Femenino de Escocia.Se le condecoró por su contribución en el Gran Incendio de Salónica de 1917,pero tuvo que volver a casa aquejada de malaria. En 1918 se convirtió en directora de la Escuela de Automovilismo de la Cruz Roja británica para formar a conductores en el campo de batalla.Su experiencia en el frente durante la contienda provocaría en ella cierta ansiedad sobre la posibilidad de un cataclismo en Gran Bretaña. Así, en estos primeros años desarrolló un fuerte sentimiento de nacionalismo británico y se transformó en una monárquica e imperialista acérrima, posición que se vio reforzada por el estallido de la Guerra de Independencia irlandesa (1919-1921).

## Fascismo
Tras su participación en la Primera Guerra Mundial, puso un anuncio en la revista de derechas The Patriot buscando anticomunistas. En 1923 fundó el grupo Fascistas Británicos como respuesta a la creciente fuerza del Partido Laborista. Esta situación generó gran ansiedad a la anticomunista Lintorn-Orman. La que consideraba que los laboristas eran demasiado propensos a defender la lucha de clases y el internacionalismo.

Emblema de los Fascistas Británicos.

El partido de Lintorn-Orman tuvo dificultades debido a su preferencia por mantenerse dentro de la ley y a sus continuos vínculos con el Partido Conservador. Lintorn-Orman era esencialmente una tory por inclinación, pero se dejó llevar por un fuerte anticomunismo y se adhirió al fascismo debido, en gran medida, a su admiración por Benito Mussolini y su estilo político basado en la acción.
El partido sufrió varios desacuerdos, como cuando los moderados liderados por R. B. D. Blakeney desertaron a la Organización para el Mantenimiento de los Suministros durante la huelga general de Reino Unido o cuando los miembros más radicales dimitieron para formar el National Fascisti, y finalmente perdió miembros que se unieron a la Liga Fascista Imperial y a la Unión Británica de Fascistas (BUF) cuando surgieron estos grupos. Lintorn-Orman no quería tener nada que ver con la BUF, ya que consideraba que su líder, Oswald Mosley, era casi comunista y le horrorizaba especialmente su anterior membresía al Partido Laborista. No obstante, el gran parte de sus partidarios en favor del partido de Mosley después de que Neil Francis Hawkins se marchara al BUF en 1932 tras rechazarse por poco una posible fusión.

## Últimos años
Lintorn-Orman cayó en diversas adicciones, y los rumores sobre su vida privada empezaron a dañar su reputación. Finalmente, su madre dejó de financiarla después de escuchar espeluznantes historias sobre bebida, drogas y orgías. Lintorn-Orman cayó enferma en 1933 y quedó al margen de los fascistas británicos, ya que el control efectivo pasó a Dorothy Grace Waring, que trató de insuflar nueva vida al grupo intentando aliarlo con el lealismo del Úlster.
Lintorn-Orman falleció a la edad de 40 años el 10 de marzo de 1935 en Santa Brígida, Las Palmas en las Islas Canarias. Para entonces, su organización estaba prácticamente desaparecida. Su cuerpo fue enterrado en el Cementerio Inglés de Las Palmas.